# 嘴哥樂團
MISTER MOUTH嘴哥樂團是一個台灣獨立創作樂團，於2006年在高雄成軍，由主唱阿倫，吉他手嘟嘟，貝斯手李列所組成。跑了全台大大小小的比賽演出，積累來自各地為數眾多的聽眾，2011年舉辦暫別演唱會後因兵役休團，2013年吉他手大頭退伍後加入，全團決定移居台北發展，2014年加入鼓手小安。直至今日已發行有聲及影像等八件作品，更於2016年獲得中華音樂人交流協會所頒發的年度十大單曲，2017年發行最新作品《實境秀》，帶給全台的樂迷們，嘴哥成軍十年，始終不斷進化的音樂態度。2018年休團。

## 成員
| 配置       | 本名（小名）    | 團員介紹                              |
| ---------- | --------------- | ------------------------------------- |
| 主唱       | 柯仲倫 （阿倫） | - 樂團主唱 - 生日： 1986年2月1日      |
| 貝斯       | 李列 （李列）   | - 樂團貝斯手 - 生日： 1985年12月23日  |
| 吉他、團長 | 周已敦 （大頭） | - 團長及吉他手 - 生日： 1990年3月19日 |

## 經歷
- 歷經團員更換以及軍旅生活近700個日子的洗禮， 蟄伏兩年全新出輯。嘴哥樂團首張創作專輯《光這麼說：》加入更豐富的音樂元素火力全開，邀請了知名製作人王治平、陳建騏及Howard Tay跨界打造10首全新創作歌曲，並加入Alternative Rock / Pop Rock元素及故事性撰寫手法的中文詞藻，不僅讓樂迷們發自內心的激昂跳動，也為整張全新創作專輯注入一股能安定躁鬱時代的溫暖能量。首波主打歌曲【Her】，百變歌姬魏如萱相挺獻聲，靈感來自電影 - Her雲端情人，說著愛情即是愛情，之所以純粹都因為它存在於任何形式。最遙遠的距離不是再見，而是視而不見；最揪心的等待不是漫長，而是漫漫無期。愛情最燦爛的時候也許就在它轉身離開的回眸中，回憶和承諾都變成愛情燃盡時最耀眼的結晶。
    專輯以『光這麼說：』為企劃主軸，含有雙關語的主題設定出發點在於任何事物都有一體兩面的觀點，以『光』的意象傳達正面力量，每一次的堅持都能產生一束強而   有力的光芒，同時也以此意象說明空乏的落寞感，對任何事若不堅持到底，最後只會剩下沒有光芒的自己。所以光這麼說了不能光這麼說，獻給所有往自己夢想前進的人們，許下承諾之後，跟著心裡那束強而有力的光芒，就算擁有的一切都付諸一炬，也要不害怕的往夢想前進。
- 時隔一年半，嘴哥樂團於2015年12月31日發行第二張創作專輯【同類Similars】，團長兼吉他手大頭升格製作人，親手打造專屬嘴哥樂團的音樂符號，「我就是要讓更多喜好音樂的同類聽見我們的聲音。」
    首波同名主打歌曲「同類」，更是主唱阿倫在製作新專輯前歷經低潮期的深刻體悟。阿倫有感而發地表示，於高雄組團的嘴哥樂團成軍近10年，在團員間的溝通相處過程中，大家逐漸發現了其他團員們「一樣的不一樣」，「在這段期間裡，團員們各自有了不一樣的音樂想法，也帶給了嘴哥樂團影響與衝擊。」但5位團員在創作過程中卻一直找不到一個概念能表達經歷種種事件後的想法，直到阿倫寫出了「同類」這首歌並且發現：「其實大家不一樣沒有關係，重點是要找到各自的交集。」團員們不約而同都感到十分貼切，進而延伸出新專輯「同類」的概念：「每件事情不要看彼此不同的地方；而是要看彼此相同的地方！」
    新專輯【同類Similars】曲風較過往有所突破，其中『大畫家』更是首度加入Rap的方式演唱，對於加入這樣的新元素，嘴哥樂團5位團員都覺得：「這是一件很有趣的嘗試！」主唱阿倫更以最直覺的方式詮釋這段Rap，他透露：「自己並沒有刻意學習關於Rap的技巧，為的就是要呈現出嘴哥樂團最自然的一面。」而整段Rap不僅為這張專輯增添驚喜感，也讓大家首次聽見阿倫有別於以往的溫柔唱腔。
   【同類Similars】由嘴哥樂團5位成員一手包辦詞曲創作、編曲製作，且由團長兼吉他手大頭擔任製作人，以最貼近嘴哥樂團的角度打造整張專輯，完整表達屬於嘴哥樂團的音樂風格。主唱阿倫有感於生活上的啟發「只要跟著感覺走，自然就會找到方向」，尤其在錄專輯中「最後一首歌」時，吉他手嘟嘟臨時起意將一段吉他solo直接收錄由音箱所發出的聲音，而不是使用常用的錄音器材，就是希望歌迷可以更加感受到他們做音樂時最真誠直接的樣貌。
- 2016年10月鼓手小安有其他人生規畫離開了嘴哥樂團，之後的嘴哥樂團將以四人型態繼續走下去。
- 2017年嘴哥最新創作專輯 - 實境秀Reality Show  十年成軍，十首歌曲，十種體會  2016年以上一張創作專輯同名主打歌同類，獲得中華音樂人交流協會評選為2015年度十大單曲，同時間開始籌備這張代表十年樂團生活的專輯，歷經發行過三張EP三張專輯的製作經驗，團員們從20到30的人生階梯變化，灌注集結於這張十首歌的作品。 生活是一場實境秀  每個人身上都會重疊著許多角色，  誰的爸爸媽媽，誰的兒子女兒，誰的同學同事，誰的朋友愛人  誰的陌生人，都是同一人。  鎂光燈亮了，太陽升起了，  早安，實境秀開始了。  追逐夢想說起來太重，說得輕鬆點，做自己想做的事，就像是建構一個佈景，而你就是活在其中的主角，不管外面真實世界正在下雨或者黑夜，戲裡的世界可以晴朗可以白天，十年的樂團生活也像是一場實境秀，避開社會慣性的步伐，這麼多日子，依然在夢裡戲裡唱著自己的歌。  每次的創作就是一場掏空，一段日子的縮影唱成了幾首歌，一張專輯，一場表演，一首歌，一句話甚至一個字都是片段的人生，是如此真實，用盡力氣跨越一大步，以為這次用力的推開一扇門，就會通往真相，卻始終離不開這讓人又愛又恨的片廠。  也許你會說這樣太不真實，雙腳懸空接不著地，但這不就是音樂讓人喜愛的原因嗎，一首歌能夠帶你穿越時空，回到小時候，也能帶你環遊，甚至登陸月球，人生如戲又有誰能夠界定，心臟跟大腦誰說的才真的是真實。
- 2017年12月7日吉他手嘟嘟（魯綱宇）於粉絲專頁上宣布正式離開嘴哥：「告別一段過去真的不是一件容易的事，何況是要向一整段青春歲月告別。我加入嘴哥即將第10個年頭，在準備進入10這個數字前，請容許我以文章的方式向大家宣佈，經過與團員們的討論之後，在2017年的尾聲，我正式離開嘴哥。」

## 音樂專輯
- 《School Life》（2008年）
- 《Face The World》（2009年）
- 《From Zero To Hero》（2011年）
- 《This Is Beginning》（2011年）
- 《光這麼說：》（2014年）
- 《同類Similars》（2015年）
- 《實境秀Reality Show》（2017年）

| 專輯 | 專輯資料                                                                   | 曲目 |
| ---- | -------------------------------------------------------------------------- | --- |
| 1st  | 《School Life》 - 發行時間：2007年11月1日                                  | 1. School Life 2. I love you, Dad 3. 請聽我說 4. 菸屁股 5. Mr. Mouth |
| 2nd  | 《Face The World》 - 發行時間：2009年5月30日 - 發行廠牌：Mister Mouth      | 1. Intro 2. Still Remember 3. Re Mind 4. Never 5. Face The World 6. Until We Lose The Way Again 7. Can't You See |
| 3th  | 《From Zero To Hero》 - 發行時間：2011年6月10日 - 發行廠牌：INDEPENDENT    | 1. Outro 2. Scarecrow 3. Shape 4. Years 5. Draw For Red Now 6. Behind The Light 7. Braid 8. Epilogue |
| 4th  | 《This Is Beginning》單曲 - 發行時間：2011年10月15日 - 發行廠牌：Scarecrow | 1. This is beginning |
| 5th  | 《光這麼說：》 - 發行時間：2014年7月18日                                   | 1. Beautiful Day 2. 沉睡王國 Sleeping Kingdom 3. 別忘記你是誰 Don’t Forget Who You Are 4. 第四人稱 Fourth Person 5. 關燈 Turn Off The Light 6. 床邊故事 Bedtime Stories 7. 紀念冊 Yearbook 8. 滯留 Stay 9. Her feat.魏如萱Waa Wei 10. Welcome Home |
| 6th  | 《同類Similars》 - 發行時間：2015年12月                                    | 1. 鎗 Rifle 2. 同類 Similars 3. 路人甲 Extras 4. Don't Really Care 5. 大畫家 Great Painter 6. 風景 Scenery 7. 最後一首歌 The Last Song |
| 7th  | 《實境秀Reality Show》 - 數位發行時間：2017年6月2日                        | 1. On Fire 2. 實境秀 3. Mountain 4. 破紀錄 5. 對你講的話 6. 易碎品 7. 你說了算 8. Daniel 9. Yesterday(Special Edition) 10. 老靈魂 |

## 演出經歷
| 年份 | 活動名稱                                            |
| 2007 | 高雄市HIGH浪流行音樂創作大賽 優選                   |
| 2007 | 台南新光三越－最佳自創歌曲獎                        |
| 2007 | 高雄第二屆燕巢憾動大學城熱音大賽 冠軍               |
| 2007 | 高雄市福音創作音樂大賽 亞軍                         |
| 2007 | 墾丁春天吶喊系列活動 Call Spring 叫春               |
| 2007 | 台南安平音樂祭                                      |
| 2007 | 第20屆YAMAHA熱音大賽                                |
| 2007 | 高雄縣政府CAMPO跨年演出                             |
| 2007 | 高雄文藻外語學院 校園演唱會                         |
| 2008 | 高雄市元宵燈會 在地樂團大車拼                       |
| 2008 | 高雄打狗祭                                          |
| 2008 | 墾丁國際衝浪節                                      |
| 2008 | 第2屆FENDER海國熱門音樂大賽 最佳貝斯手              |
| 2008 | 第21屆YAMAHA熱門音樂大賽 南區冠軍.最佳鼓手          |
| 2008 | 第21屆YAMAHA熱門音樂大賽全國 未來之星獎             |
| 2008 | 通宵愛愛搖滾音樂節                                  |
| 2009 | 高雄市元宵燈會系列活動                              |
| 2009 | 墾丁春天吶喊                                        |
| 2009 | 高雄設計節                                          |
| 2009 | 貢寮國際海洋音樂祭(會前賽)                          |
| 2009 | 搖滾世運                                            |
| 2009 | POOROCK 窮人搖滾                                    |
| 2009 | VANS思考吧！！小孩滑板音樂祭                        |
| 2009 | 跳起來音樂節(JUMP FESTIVAL                          |
| 2009 | 正義的夥伴巡迴(台北/台中)                           |
| 2009 | 『千人入魂』REMIX x ROCKCLUB x OVERKILL 三方聯名    |
| 2009 | 城市底下的聲音 / 高雄                               |
| 2010 | 搖滾新四力                                          |
| 2010 | SAOSIN 亞洲巡演台北站-暖場嘉賓                      |
| 2010 | 搖滾共和國                                          |
| 2010 | ROCKCLUB 3.5 Mini Tour (台北/高雄站)                |
| 2010 | 大港開唱                                            |
| 2010 | 台灣暴走(高雄場)                                    |
| 2010 | 灣島音樂祭 Wan Bay Music Festival                   |
| 2010 | ROCK CLUB 4 - 不顧一切演唱會                        |
| 2010 | Hz presents【EMOTION EFFECT 情緒效應】              |
| 2011 | ZunderAwake三週年 [台灣製造] 搖滾演唱會             |
| 2011 | 大港開唱                                            |
| 2011 | 玩樂派對III<顛覆Destabilize>                        |
| 2011 | KoOk X MISTER MOUTH                                 |
| 2011 | STORY OF THE YEAR 2011台北演唱會 Special Guest      |
| 2011 | 澎湖搖滾音樂節                                      |
| 2013 | ROCKCLUB 5 『 沉 默 入 魂 』 Silent Collision演唱會 |
| 2013 | Wake Up 音樂祭2013 - 流浪終結 Stray no more         |
| 2013 | Emo Punch - [Stay true! Stay who you are！] Taiwan  |
| 2013 | 交疊宇宙 Vol.1                                      |
| 2013 | 臺灣樂團潮                                          |
| 2013 | ZUNDER AWAKE 5週年演唱會                            |
| 2013 | RAINBOW BAY大彩虹音樂節                             |
| 2013 | URock 硬地音樂校園巡迴                              |
| 2013 | 台南馬沙溝音樂節                                    |
| 2013 | Stone屍鬥化裝搖滾舞會                               |
| 2014 | 超犀利啥小趴5 x 輕鬆玩                              |
| 2014 | 「搖滾促聲三十而逆」魏如昀生日演唱會                |
| 2014 | 搖滾夏洛克                                          |
| 2014 | 台中OOPS! Music Party                               |
| 2014 | 台大迎新音樂會                                      |
| 2014 | 艾瑋倫 & T.A.W.W演唱會                              |
| 2014 | SOL REPUBLIC X搖滾辦桌音樂祭 一日店長               |
| 2014 | 桃園鐵玫瑰熱音賞                                    |
| 2014 | Classic of VANS                                     |
| 2015 | 台北燈節                                            |
| 2015 | 臺灣樂團潮 / 臺灣樂團潮校園巡迴                     |
| 2015 | 南紡夢時代 Fun MUSIC                                |
| 2015 | 高雄啤酒節                                          |
| 2015 | 覺醒音樂節 Wake up Festival                         |
| 2015 | Fun浪臺中-世代傳奇                                  |
| 2015 | Voice Yourself 青年超新星                           |
| 2015 | 山海屯音樂節 HearTown Festival                      |
| 2015 | 搖滾台中                                            |
| 2015 | 澎湖沙灘嘉年華                                      |
| 2015 | 捷運出口音樂節                                      |
| 2015 | 搖滾辦桌                                            |
| 2015 | 設計野台秀                                          |
| 2015 | 復古搖滾音樂祭 @新光三越台南小西門                  |
| 2015 | [ 同類Similars ] 創作分享會                         |
| 2015 | 2015 桃園新光三越八週慶                             |
| 2016 | 尋找同類校園巡迴                                    |
| 2016 | 大港開唱                                            |
| 2016 | 有趣音樂節 Interesting music festival               |
| 2016 | 風起@live-新竹1916園區音樂節                        |
| 2016 | 小草音樂節 - 開南大學                               |
| 2016 | 彰化王功漁火節                                      |
| 2016 | 覺醒音樂祭 Wake up festival                         |
| 2016 | 桃園竹圍滑水道音樂派對                              |
| 2016 | 新竹生活節-搖滾新竹                                 |
| 2016 | 桃園鐵玫瑰音樂節                                    |
| 2016 | 西螺大橋觀光文化節                                  |
| 2016 | 山海屯音樂節 HearTown Festival                      |
| 2016 | Lamigo 動紫大盛                                     |
| 2016 | 夏日音樂祭 台南新光三越中山店                       |
| 2017 | 門諾基金會 X 坣娜公益演唱會 - 開場嘉賓              |
| 2017 | LEVI'S®「鬧音樂．搞丹寧」                           |
| 2017 | ROCK SUMMER 台南新光三越中山店                      |
| 2017 | Now or Never放肆這一次大四 - 東海大學               |
| 2017 | 2017一見雙雕藝術季【Fun青春搖滾音樂會】             |
| 2017 | 覺醒音樂祭 Wake up festival                         |
| 2017 | 聲波浪潮音樂季                                      |
| 2017 | 2017 星空音樂節 @ 台南南紡夢時代                    |

## 巡迴演出活動

### 光這麼說不插電 - 巡迴募款活動
| 日期      | 地點               |
| 2014/8/17 | 誠品新竹巨城店     |
| 2014/9/12 | 誠品信義音樂館     |
| 2014/9/13 | 誠品天母忠誠店     |
| 2014/9/20 | 誠品台中園道店     |
| 2014/9/27 | 誠品高雄夢時代店   |
| 2014/9/27 | 誠品台南文化中心店 |

### 尋找同類校園巡迴
| 日期      | 地點                       |
| 2016/3/4  | 台北醫學大學               |
| 2016/3/10 | 萬能科技大學               |
| 2016/3/10 | 中央大學                   |
| 2016/3/13 | 中興大學湖畔音樂季         |
| 2016/3/22 | 中國科技大學               |
| 2016/3/23 | 聯合大學                   |
| 2016/3/26 | 溪湖高中                   |
| 2016/3/28 | 樹德科技大學               |
| 2016/3/29 | 高雄應用科技大學(建工校區) |
| 2016/3/31 | 中山大學                   |

## 售票演唱會
| 時間       | 地點                     | 演唱會名稱                                                    |
| ---------- | ------------------------ | ------------------------------------------------------------- |
| 2011/06/10 | The WALL 公館            | MISTER MOUTH 嘴哥樂團 【FROM ZERO TO HERO】 首發巡迴 (台北場) |
| 2011/06/11 | 台中迴響音樂藝文展演空間 | MISTER MOUTH 嘴哥樂團 【FROM ZERO TO HERO】 首發巡迴 (台中場) |
| 2011/06/18 | The WALL 駁二            | MISTER MOUTH 嘴哥樂團 【FROM ZERO TO HERO】 首發巡迴 - 高雄場 |
| 2011/10/15 | The WALL 駁二            | We Have All Night 嘴哥樂團暫別演唱會                          |
| 2013/10/12 | THE WALL 駁二            | MISTER MOUTH嘴哥樂團 [ Welcome Home Tour ] 復出巡迴演唱會     |
| 2015/03/08 | Lagacy Taipei            | 『Beautiful Day』專場演唱會                                   |
| 2016/03/19 | Legacy Taipei            | 尋找同類演唱會                                                |
| 2016/03/30 | In Our Time              | 尋找同類-回到開始的地方                                       |

## 海外演出活動
- 2013/12/29 香港 觸STUDIO <觸．騷＞ 年度公演 2013
- 2015/05/01 上海草莓音樂節 Strawberry Music Festival in Shanghai
- 2017/10/05 呼叫音樂節 @ 香港九龍灣國際展貿中心 MUSICZONE
- 2017/10/07 呼叫音樂節 @ 深圳B10现场

## 獎項
| 年份   | 獎項                                                                        | 結果               |
| 2016年 | 中華音樂人交流協會所舉辦的「年度十大專輯暨十大單曲」 （页面存档备份，存于） | 嘴哥樂團／《同類》 |

## 電視通告
2016 完全娛樂
20160205 綜藝大熱門 -【超越原曲！創作歌手改歌大戰！！】

## 外部連結
- 嘴哥樂團 Mister Mouth （页面存档备份，存于）的Facebook專頁
- 嘴哥樂團 Mister Mouth（页面存档备份，存于）的YouTube頻道
- 嘴哥樂團 Mister Mouth的Instagram
- 嘴哥樂團 Mister Mouth的新浪微博
- 【南方發燒星】嘴哥樂團Mr. Mouth   （页面存档备份，存于）